# Giải thưởng Âm nhạc Billboard
Giải thưởng Âm nhạc Billboard là giải thưởng được trao hàng năm bởi Billboard, một ấn phẩm chuyên về lĩnh vực kinh doanh âm nhạc và mức độ phổ biến của âm nhạc. Chương trình Giải thưởng Âm nhạc Billboard đã được tổ chức thường niên kể từ năm 1990, ngoại trừ năm 2007 đến 2010. Sự kiện này trước đây thường được tổ chức vào tháng 12, nhưng kể từ khi trở lại vào năm 2011, nó đã được tổ chức vào tháng 5.

## Quy trình trao giải
Không giống như các lễ trao giải khác, chẳng hạn như Giải Grammy, xác định các đề cử dựa trên kết quả bình chọn cao nhất của các thành viên từ Viện hàn lâm Khoa học và Nghệ thuật Thu âm Quốc gia, Giải thưởng Âm nhạc Billboard dựa trên doanh số bán album và bài hát kỹ thuật số, phát trực tuyến, phát sóng trên đài phát thanh, lưu diễn và lượt tương tác trên mạng xã hội. Được theo dõi quanh năm bởi Billboard và các đối tác dữ liệu của nó, bao gồm 
MRC Data và Next Big Sound. Giải thưởng năm 2018 dựa trên kỳ báo cáo từ ngày 8 tháng 4 năm 2017 đến ngày 31 tháng 3 năm 2018. Giải thưởng được trao cho album, nghệ sĩ và đĩa đơn hàng đầu ở nhiều thể loại âm nhạc khác nhau.

## Giải thưởng
| #                                | Năm  | Kênh | Nghệ sĩ hàng đầu  | Nam nghệ sĩ hàng đầu | Nữ nghệ sĩ hàng đầu | Nghệ sĩ mới hàng đầu | Bộ đôi/Nhóm nhạc hàng đầu | Bài hát Hot 100 hàng đầu                                              | Album Billboard 200 hàng đầu                             | Đoạt giải nhiều nhất                    | Dẫn chương trình                                  | Địa điểm                                   | Nguồn  |
| -------------------------------- | ---- | ---- | ----------------- | -------------------- | ------------------- | -------------------- | ------------------------- | --------------------------------------------------------------------- | -------------------------------------------------------- | --------------------------------------- | ------------------------------------------------- | ------------------------------------------ | ------ |
| 1                                | 1990 | Fox  | Không trao giải   | Phil Collins         | Janet Jackson       |                      |                           | "Hold On" bởi Wilson Phillips                                         | Không trao giải                                          | Janet Jackson (8 giải)                  | Paul Shaffer & Morris Day with Jerome Benton      | Barker Hangar, Santa Monica, California    | [ 5 ]  |
| 2                                | 1991 | Fox  | Không trao giải   |                      | Mariah Carey        |                      |                           | "(Everything I Do) I Do It for You" bởi Bryan Adams                   | Mariah Carey                                             | Garth Brooks C+C Music Factory (5 giải) | Paul Shaffer                                      | Barker Hangar, Santa Monica, California    | [ 6 ]  |
| 3                                | 1992 | Fox  | Không trao giải   |                      |                     | Kris Kross           |                           | "End of the Road" bởi Boyz II Men                                     | Không trao giải                                          | Michael Jackson (3 giải)                | Phil Collins                                      | Universal Amphitheater, Los Angeles        | [ 7 ]  |
| 4                                | 1993 | Fox  | Whitney Houston*  |                      | Whitney Houston     |                      |                           | "I Will Always Love You" bởi Whitney Houston                          | The Bodyguard Soundtrack Whitney Houston                 | Whitney Houston (11 giải)               | Phil Collins                                      | Universal Amphitheater, Los Angeles        | [ 8 ]  |
| 5                                | 1994 | Fox  | Không trao giải   | Snoop Dogg           | Mariah Carey        | Ace of Base          |                           | "The Sign" bởi Ace of Base                                            | Không trao giải                                          | Ace of Base (2 giải)                    | Dennis Miller và Heather Locklear                 | Universal Amphitheater, Los Angeles        | [ 9 ]  |
| 6                                | 1995 | Fox  | TLC               |                      |                     | Real McCoy           |                           | "Gangsta's Paradise" bởi Coolio                                       | Cracked Rear View Hootie & the Blowfish                  | TLC (3 giải)                            | Jon Stewart                                       | Coliseum, New York City                    | [ 10 ] |
| 7                                | 1996 | Fox  | Alanis Morissette |                      | Alanis Morissette   | Tony Rich            |                           | "Macarena" bởi Los del Río                                            | Không trao giải                                          | Mariah Carey (2 giải)                   | Chris Rock                                        | Hard Rock Hotel, Las Vegas                 | [ 11 ] |
| 8                                | 1997 | Fox  | LeAnn Rimes       |                      | LeAnn Rimes         | Spice Girls          |                           | "Candle in the Wind 1997" bởi Elton John                              | Spice Spice Girls                                        | Elton John (4 giải)                     | David Spade                                       | MGM Grand Garden Arena, Las Vegas, Nevada  | [ 12 ] |
| 9                                | 1998 | Fox  | Usher             |                      | Shania Twain        | Next                 | Next                      | "Too Close" bởi Next                                                  | Titanic: Music from the Motion Picture Celine Dion       | Next (8 giải)                           | Kathy Griffin và Andy Dick                        | MGM Grand Garden Arena, Las Vegas, Nevada  | [ 13 ] |
| 10                               | 1999 | Fox  | Backstreet Boys   | Ricky Martin         | Britney Spears      |                      | Backstreet Boys           | "Believe" bởi Cher                                                    | Millennium Backstreet Boys                               | Backstreet Boys (4 giải)                | Kathy Griffin và Adam Carolla                     | MGM Grand Garden Arena, Las Vegas, Nevada  | [ 14 ] |
| 11                               | 2000 | Fox  | Destiny's Child   | Sisqó                | Christina Aguilera  | Sisqó                | Destiny's Child           | "Breathe" bởi Faith Hill                                              | No Strings Attached NSYNC                                | Sisqó (6 giải)                          | Kathy Griffin và NSYNC                            | MGM Grand Garden Arena, Las Vegas, Nevada  | [ 15 ] |
| 12                               | 2001 | Fox  | Destiny's Child   | Shaggy               | Destiny's Child     | Lifehouse            | Destiny's Child           | "Hanging by a Moment" bởi Lifehouse                                   | 1 The Beatles                                            | R. Kelly Tim McGraw (5 giải)            | Bernie Mac                                        | MGM Grand Garden Arena, Las Vegas, Nevada  | [ 16 ] |
| 13                               | 2002 | Fox  | Nelly             | Nelly                | Ashanti             | Ashanti              | Creed                     | "How You Remind Me" bởi Nickelback                                    | The Eminem Show Eminem                                   | Ashanti (8 giải)                        | Cedric the Entertainer                            | MGM Grand Garden Arena, Las Vegas, Nevada  | [ 17 ] |
| 14                               | 2003 | Fox  | 50 Cent           |                      | Christina Aguilera  |                      |                           | Không trao giải                                                       | Get Rich or Die Tryin' 50 Cent                           | R. Kelly (4 giải)                       | Ryan Seacrest with Nick Lachey và Jessica Simpson | MGM Grand Garden Arena, Las Vegas, Nevada  | [ 18 ] |
| 15                               | 2004 | Fox  | Usher             | Usher                | Alicia Keys         |                      | Outkast                   | "Yeah!" bởi Usher (hợp tác với Lil Jon & Ludacris)                    | Confessions Usher                                        | Usher (11 giải)                         | Ryan Seacrest                                     | MGM Grand Garden Arena, Las Vegas, Nevada  | [ 19 ] |
| 16                               | 2005 | Fox  | 50 Cent           |                      |                     | Gwen Stefani         |                           | "We Belong Together" bởi Mariah Carey                                 | The Massacre 50 Cent                                     | 50 Cent Green Day (6 giải)              | LL Cool J                                         | MGM Grand Garden Arena, Las Vegas, Nevada  | [ 20 ] |
| 17                               | 2006 | Fox  | Chris Brown       | Chris Brown          | Rihanna             | Chris Brown          | Nickelback                | "Bad Day" bởi Daniel Powter                                           | Some Hearts Carrie Underwood                             | Mary J. Blige (9 giải)                  | —                                                 | MGM Grand Garden Arena, Las Vegas, Nevada  | [ 21 ] |
| Không được tổ chức năm 2007–2010 |      |      |                   |                      |                     |                      |                           |                                                                       |                                                          |                                         |                                                   |                                            |        |
| 18                               | 2011 | ABC  | Eminem            | Eminem               | Rihanna             | Justin Bieber        | The Black Eyed Peas       | "Dynamite" bởi Taio Cruz                                              | Recovery Eminem                                          | Eminem (6 giải)                         | Ken Jeong                                         | MGM Grand Garden Arena, Las Vegas, Nevada  | [ 22 ] |
| 19                               | 2012 | ABC  | Adele             | Lil Wayne            | Adele               | Wiz Khalifa          | LMFAO                     | "Party Rock Anthem" bởi LMFAO (hợp tác với Lauren Bennett & GoonRock) | 21 Adele                                                 | Adele (12 giải)                         | Julie Bowen và Ty Burrell                         | MGM Grand Garden Arena, Las Vegas, Nevada  | [ 23 ] |
| 20                               | 2013 | ABC  | Taylor Swift      | Justin Bieber        | Taylor Swift        | One Direction        | One Direction             | "Somebody That I Used to Know" bởi Gotye (hợp tác với Kimbra)         | Red Taylor Swift                                         | Taylor Swift (8 giải)                   | Tracy Morgan                                      | MGM Grand Garden Arena, Las Vegas, Nevada  | [ 24 ] |
| 21                               | 2014 | ABC  | Justin Timberlake | Justin Timberlake    | Katy Perry          | Lorde                | Imagine Dragons           | "Blurred Lines" bởi Robin Thicke (hợp tác với T.I. & Pharrell)        | The 20/20 Experience Justin Timberlake                   | Justin Timberlake (7 giải)              | Ludacris                                          | MGM Grand Garden Arena, Las Vegas, Nevada  | [ 25 ] |
| 22                               | 2015 | ABC  | Taylor Swift      | Sam Smith            | Taylor Swift        | Sam Smith            | One Direction             | "All About That Bass" bởi Meghan Trainor                              | 1989 Taylor Swift                                        | Taylor Swift (8 giải)                   | Ludacris và Chrissy Teigen                        | MGM Grand Garden Arena, Las Vegas, Nevada  | [ 26 ] |
| 23                               | 2016 | ABC  | Adele             | Justin Bieber        | Adele               | Fetty Wap            | One Direction             | "See You Again" bởi Wiz Khalifa (hợp tác với Charlie Puth)            | 25 Adele                                                 | The Weeknd (8 giải)                     | Ludacris và Ciara                                 | T-Mobile Arena, Las Vegas, Nevada          | [ 27 ] |
| 24                               | 2017 | ABC  | Drake             | Drake                | Beyoncé             | Zayn Malik           | Twenty One Pilots         | "Closer" bởi The Chainsmokers (hợp tác với Halsey)                    | Views Drake                                              | Drake (13 giải)                         | Ludacris và Vanessa Hudgens                       | T-Mobile Arena, Las Vegas, Nevada          | [ 28 ] |
| 25                               | 2018 | NBC  | Ed Sheeran        | Ed Sheeran           | Taylor Swift        | Khalid               | Imagine Dragons           | "Despacito" Luis Fonsi và Daddy Yankee (hợp tác với Justin Bieber)    | DAMN Kendrick Lamar                                      | Ed Sheeran Kendrick Lamar (6 giải)      | Kelly Clarkson                                    | MGM Grand Garden Arena, Las Vegas, Nevada  | [ 29 ] |
| 26                               | 2019 | NBC  | Drake             | Drake                | Ariana Grande       | Juice Wrld           | BTS                       | "Girls Like You" Maroon 5 (hợp tác với Cardi B)                       | Scorpion - Drake                                         | Drake (12 giải)                         | Kelly Clarkson                                    | MGM Grand Garden Arena, Las Vegas, Nevada  | [ 30 ] |
| 27                               | 2020 | NBC  | Post Malone       | Post Malone          | Billie Eilish       | Billie Eilish        | Jonas Brothers            | "Old Town Road" Lil Nas X (hợp tác với Billy Ray Cyrus)               | When We All Fall Asleep, Where Do We Go? - Billie Eilish | Post Malone (9 giải)                    | Kelly Clarkson                                    | Dolby Theatre, Hollywood, California       |        |
| 28                               | 2021 | NBC  | The Weeknd        | The Weeknd           | Taylor Swift        | Pop Smoke            | BTS                       | "Blinding Lights" The Weeknd                                          | "Shoot for the Stars, Aim for the Moon" – Pop Smoke      | The Weeknd (10 giải)                    | Nick Jonas                                        | Microsoft Theater, Los Angeles, California |        |

## Giải thưởng đặc biệt

### Nghệ sĩ của thập niên
- 1950s: Elvis Presley
- 1960s: The Beatles
- 1970s: Elton John
- 1980s: Madonna
- 1990s: Mariah Carey [31]
- 2000s: Eminem
- 2010s: Drake

### Giải thưởng thế kỷ
- 1992: George Harrison
- 1993: Buddy Guy
- 1994: Billy Joel
- 1995: Joni Mitchell
- 1996: Carlos Santana
- 1997: Chet Atkins
- 1998: James Taylor
- 1999: Emmylou Harris
- 2000: Randy Newman
- 2001: John Mellencamp
- 2002: Annie Lennox
- 2003: Sting
- 2004: Stevie Wonder
- 2005: Tom Petty
- 2006: Tony Bennett

### Giải thưởng biểu tượng
- 2011: Neil Diamond[32]
- 2012: Stevie Wonder[33]
- 2013: Prince[34]
- 2014: Jennifer Lopez[35]
- 2016: Celine Dion[36]
- 2017: Cher
- 2018: Janet Jackson
- 2019: Mariah Carey
- 2020: Garth Brooks
- 2021: P!nk
- 2022: Mary J. Blige

### Giải thưởng thiên niên kỷ
- 2011: Beyoncé Knowles
- 2012: Whitney Houston (con gái Bobbi Kristina Brown nhận giải thay)
- 2016: Britney Spears[37]

### Giải thưởng nổi bật
- 1988: Michael Jackson, nghệ sĩ đầu tiên trong lịch sử có 5 đĩa đơn trích từ một album (Bad) đạt ngôi đầu bảng Billboard Hot 100.
- 2012: Katy Perry, nghệ sĩ nữ đầu tiên trong lịch sử có 5 đĩa đơn trích từ một album (Teenage Dream) đạt ngôi đầu bảng Billboard Hot 100.

### Giải thưởng nghệ sĩ thành tựu
- 1994: Rod Stewart[38]
- 1995: Janet Jackson[38]
- 1996: Madonna[38]
- 1997: Garth Brooks[38]
- 1999: Aerosmith[38]
- 2001: Janet Jackson[38]
- 2002: Cher[38]
- 2004: Destiny's Child[38]
- 2005: Kanye West[38]

#### Giải thưởng đặc biệt khác
- 1992: Giải thưởng đặc biệt kỷ niệm 10 năm ra mắt Thriller: Michael Jackson
- 1992: No.1 World Album cho Dangerous và No 1 World Single cho "Black or White": Michael Jackson
- 1993: Giải đặc biệt cho đĩa đơn đầu tiên có nhiều tuần ở vị trí số 1 trên Billboard Hot 100 14 tuần cho "I Will Always Love You "): Whitney Houston
- 1996: Giải đặc biệt cho đĩa đơn đầu tiên có nhiều tuần ở vị trí số 1 trên Billboard Hot 100 (16 tuần cho "One Sweet Day"): Mariah Carey và Boyz II Men
- 2000: Giải thưởng đặc biệt cho album có doanh số tuần đầu cao nhất: No Strings Attached, NSYNC[39]
- 2000: Giải thưởng đặc biệt cho album có doanh số tuần đầu cao nhất bởi một nghệ sĩ nữ, Oops!... I Did It Again, Britney Spears[39]
- 2003: Giải đặc biệt đĩa đơn trụ nhiều tuần ở vị trí số 1: Beyonce (17 tuần với "Crazy in Love" có Jay-Z và "Baby Boy" có Sean Paul)

## Đoạt giải nhiều nhất
Kỷ lục giành được nhiều Giải thưởng Âm nhạc Billboard nhất được nắm giữ bởi Drake với 34 giải. Kỷ lục giành được nhiều Giải thưởng Âm nhạc Billboard nhất bởi một nghệ sĩ nữ được nắm giữ bởi Taylor Swift, người đã giành được 29 giải.
| STT | Nghệ sĩ         | Số lượng giải thưởng |
| --- | --------------- | -------------------- |
| 1   | Drake           | 34                   |
| 2   | Taylor Swift    | 29                   |
| 3   | Justin Bieber   | 26                   |
| 4   | The Weeknd      | 20                   |
| 5   | Garth Brooks    | 19                   |
| 6   | Adele           | 18                   |
| 6   | Usher           | 18                   |
| 7   | Eminem          | 17                   |
| 7   | Kanye West      | 17                   |
| 8   | Whitney Houston | 16                   |
| 9   | Mariah Carey    | 15                   |
| 10  | Beyoncé         | 13                   |
| 10  | 50 Cent         | 13                   |